# Val de Pop
Le Val de Pop (la Vall de Pop en catalan) est un groupe de communes d'Espagne, situées dans la province d'Alicante, dans la Communauté valencienne.
Pop est un autre nom donné à la montagne Cavall Verd.
Traditionnellement le Val de Pop regroupe les trois communes de Alcalalí, Benigembla, Murla et Parcent. Depuis 1991, il existe une structure intercommunale formées par neuf communes, la Mancomunitat de la Vall de Pop.